# Богдан Корак
Богдан Корак (Београд, 2. новембар 1959) бивши је српски фудбалер, а садашњи фудбалски тренер.

## Играчка каријера
Корак је играо за Звездару одакле је у јулу 1981. дошао у Рад и на Бањици је остао све до јуна 1988.године, када прелази у шпански клуб Реал Мурсију. Након тога је играо и за аустријски Форверц Штајер, Могрен из Будве, да би тачку на играчку каријеру ставио у Хајдуку са Лиона 1996 године.
У сећању навијачима Рада је остао када је 1987. године голом у Ужицу увео „грађевинаре” у Прву лигу, или 1987. када је у дебију „грађевинара” у Првој лиги, на Бањици пред 18.000 гледалаца, два пута савладао голмана сплитског Хајдука (Варводића). У небеско–плавом дресу је одиграо укупно 389 мечева уз 143 постигнута гола. За најбољег играча проглашен је у сезони 1986/87. Исте сезоне је био и први стрелац лиге са 23 постигнута гола.

## Тренерска каријера
После играчке каријере, Корак је наставио да се бави тренерским послом. Прво је тренирао најмлађе селекције Рада, затим је са клупе предводио Јаково, Раднички из Крагујевца, Дорћол, Хајдук из Куле, Асанте Котоко (Гана), Леотар, Нови Сад, Грбаљ, Колубару, београдски Синђелић и Будућност из Добановаца.
У априлу 2019. је преузео Рад, који се у том моменту борио за опстанак у Суперлиги. Успео је да обезбеди опстанак клубу са Бањице, након чега је почео и наредну 2019/20. сезону на клупи Рада али је после само три кола (два пораза и победа) поднео оставку.